# Штефаньо Валентин Павлович
Штефаньо́ Валентин Павлович (нар. 27 вересня 1978, Ужгород, Закарпатська область) — відомий український кондитер, викладач міжнародної кондитерської школи DJF. Засновник бренду V & V Shtefanyo, власник знакових для Закарпаття цукрарень."V&V Shtefanyo" (вул. Духновича, 16) та "V&V Shtefanyo - Fekete Sas " (площа Шандора Петефі, 18).  Автор багатьох кондитерських бестселерів, а також творець найвідомішої кондитерської родзинки Ужгорода - торт «Ужгород».

## Життєпис
Народився 27 вересня 1978 року в Ужгороді на Закарпатті. У 1993 закінчив Ужгородську ЗОШ №8. 1998 закінчив Ужгородське професійне училище торгівлі та технологій харчування за спеціальність кухар-кондитер. В 2017 році отримав диплом київського торгово-економічного інституту . Одружений, виховує доньку та сина. Обраний у 2020 році депутатом Ужгородської міської ради. Організатор численних благодійних та соціальних акцій.   

## Досягнення
- 2009 заснував торгову марку "V&V Shtefanyo".
- 2010 отримав диплом переможця у номінації "Торгова марка 2010" серед закарпатських брендів.
- У 2011 створив та запустив у виробництво торт Ужгород, рецептуру якого розробив від рецепту десерту до фірмової обкладинки власноруч.  Деякі джерела хибно присвоюють його сестрі авторство рецепту торту «Ужгород»(суд підтвердив що рецепт є винаходом її брата Валентина Штефаньо).

- У червні 2014 року відкрив  унікальну кондитерську-цукрарню в Ужгороді "V&V Shtefanyo"
- У листопаді 2017 року відкрив кондитерський бутік "V&V Shtefanyo - Fekete Sas" за адресою м. Ужгород, площа Шандора Петефі, 18.

## Відомі кондитерські вироби
- У 2009 шоколадна писанка Валентина Штефаньо потрапила до «Книги рекордів України». На її створення автор витратив 22,5 кг французького шоколаду. Писанка була розписана білим шоколадом.
- У 2010 на річницю смерті відомого співака Майкла Джексона кондитер виготовив його величезний шоколадний портрет. На створення картини було використано 34 кг шоколаду.[2]
- у 2011 - створив торт «Ужгород»
- У 2015 Валентин створив найбільший меблевий набір з шоколаду в Закарпатті.[3]
- У 2018 до Новорічних свят кондитер створив шоколадну ялинку, висота якої склала трохи більше 1 метру. На створення ялинки було використано 15 кг шоколаду. Збирати солодке дерево допомагали діти українських військових.
- У 2018 Валентин Штефаньо на Віденському балу, який був проведений у мерії Києва, створив авторський шедевр - дерево з шоколаду, на цей мистецький витвір витратили 15 кілограмів шоколаду, а дістався він одному з гостей на благодійному аукціоні.
- У 2019 до Новорічно-різдвяних свят створив з шоколаду скульптуру "Чотири сезони", яка має вигляд сакури в снігу.[4]

- Творець десертів: «Чонтварі», «Фекете шош», «метеорит Княгиня», торт «Ужгород».

## Участь у конкурсах
- 1996 Валентин взяв участь у кондитерському конкурсі єврокарпатського регіону у м. Мішкольц, Угорщина та зайняв 1-ше місце в індивідуальному заліку.
- У 2007 році взяв участь у французькому національному конкурсі крокембуш у Парижі та отримав спеціальний приз журі.
- 2008 дует Штефаньо взяв участь у міжнародному чемпіонаті світу "Мондіаль де арт сюкре" у Парижі
- 2009 взяв участь у всеукраїнському конкурсі шоколадної писанки та зайняв 1-ше місце.

## Напрямки професійної роботи
- Робота з шоколадом.
- Виготовлення шоколадних цукерок.
- Конфізері.
- Робота з карамеллю.
- Пастіяж.
- Кремові кондитерські вироби.
- Вінуазрі.
- Хлібобулочні вироби.

## Сім'я

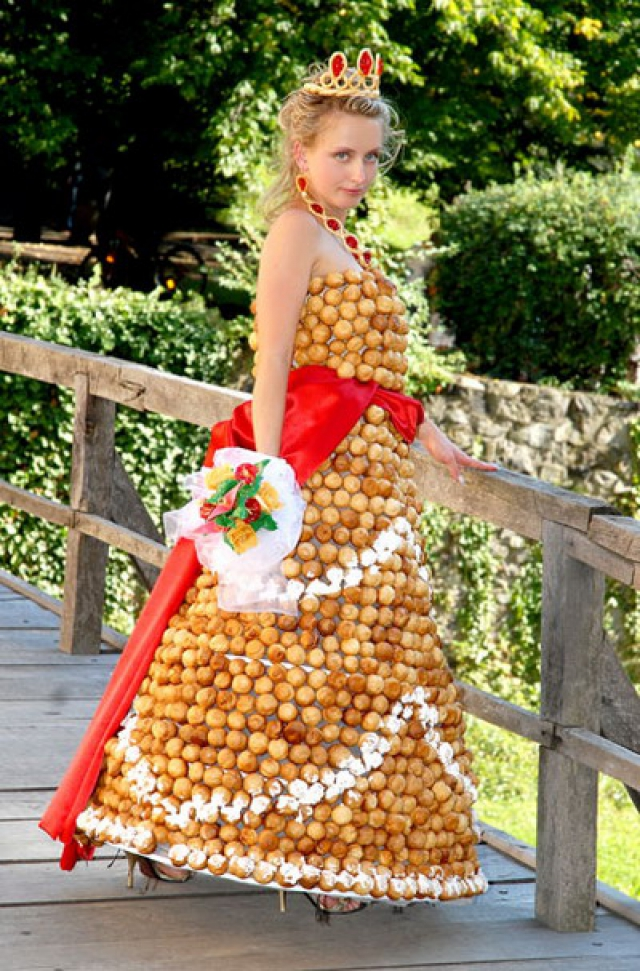
Солодка сукня нареченої від Валентина Штефаньо

- Дружина — Вікторія Володимирівна (нар. 1981) — закінчила закарпатський інститут мистецтв, займається адмініструванням брендових бутіків та напрямком дизайну в цих бутіках. 2006 Валентин спік своїй нареченій Вікторії 10-кілограмову весільну сукню з 1,5 тисячі заварних булочок. Весільний букет, каблучка, сережки, намисто та інші прикраси були виготовлені з карамелі.
- Донька — Ванесса Валентинівна (нар. 2007).
- Син — Вінсент Валентинович (нар. 2017).